# 今西美晴
今西 美晴（いまにし みはる、1992年5月20日 - ）は、日本の女子プロテニス選手。京都府綴喜郡宇治田原町出身。WTAランキング自己最高位はシングルス187位。京都外大西高等学校卒業。EMシステムズ所属。

## 来歴
6歳でテニスを始める。2013年4月にプロに転向。
2014年全米オープンから4大大会の予選に挑戦を始めたがまだ突破したことはない。
2017年全日本テニス選手権では決勝で秋田史帆を 6–4, 4–6, 6–4 で破り3度目の決勝進出で大会初優勝を果たした。
2017年11月 WTA 125Kシリーズハワイオープンに本戦出場しベスト8に入った。